# Emile Godding

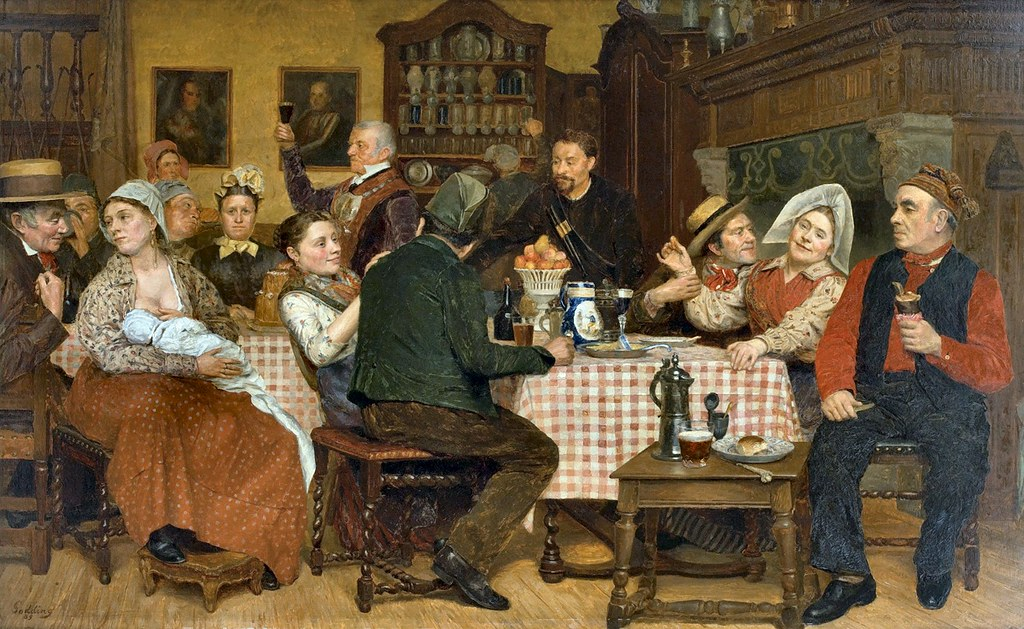
Familienbankett

Emile Hendrik Karel Godding (* 18. August 1841 in Brügge; † 22. Oktober 1898 in Antwerpen) war ein belgischer Genremaler.
Er studierte an der Académie voor Schone Kunsten Brugge und beim Brügger Maler Bruno Van Hollebeke (1817–1892). Ab 1874 setzte er sein Studium an der Koninklijke Academie voor Schone Kunsten fort. Danach war er in Antwerpen als Genremaler tätig.
Er malte Porträts und Genreszenen (insbesondere häusliche Szenen) und war auch ein guter Zeichner. Während der Weltausstellung in Antwerpen 1894 stellte er zusammen mit Jan Portielje, Gerard Portielje, Edward Portielje und Henri Timmermans in der Sektion „Altes Antwerpen“ aus. Er stellte seine Werke 1885 in Brüssel, Gent, Antwerpen, 1883 und 1890 in München und in Philadelphia aus.